# Antoine Marcas
Ne doit pas être confondu avec Z. Marcas.
Antoine Marcas est un policier franc-maçon, personnage principal de la série de romans écrits par Éric Giacometti et Jacques Ravenne.

## Biographie fictive
Antoine Marcas est à la fois policier et franc-maçon, ce qui l'expose à des critiques de toutes parts et il est régulièrement obligé de justifier ses choix, autant d'occasions pour les auteurs des romans de développer les diverses philosophies au sein des obédiences rencontrées et de détailler certains rituels auxquels assiste le personnage[réf. nécessaire].
Remarqué lors de sa première grosse affaire (In Nomine), il est poussé par le frère Obèse à intégrer la franc-maçonnerie.
Critique sur les dérives affairistes qui secouent régulièrement la franc-maçonnerie, il s'est réfugié dans l'étude des symboles. Il se considère comme un « fils de la veuve », un pur, « confiant dans les valeurs républicaines et laïques ».
D'abord à la Brigade criminelle de Paris, il est par la suite détaché à l'OCBC, l'Office central de lutte contre le trafic des biens culturels avant de prendre un congé sabbatique d'un an pour raisons médicales 
De sa vie familiale, on sait peu de choses : marié puis divorcé, un enfant. Les contraintes de la vie de policier, qui plus est à la Brigade Criminelle, sont difficilement compatibles avec la vie de couple. Longtemps, les relations avec son ex-femme ont été compliquées : « entre son fils à l'adolescence tourmentée, son ex-femme qui le harcelait… ».
Au fur et à mesure des romans, leur fils Pierre grandit et la relation avec Antoine, d'abord conflictuelle, s'adoucit peu à peu. c'est Antoine qui a choisi le prénom, « non pas en hommage au premier pape de la chrétienté, mais en référence à la pierre brute que tout maçon se doit de travailler ».
Sa maîtresse, Aurélia de Crécy-Valois, est décédée en 2008 ( Voir le roman "La croix des assassins) et enterrée au cimetière du Père-Lachaise . Il a ensuite déménagé pour un appartement rue Guénégaud .
En 2012, Antoine perdra sa maîtresse Gabrielle (rencontrée dans Le 7ème Templier).
Depuis les événements du tome Marcas, il est en couple avec Alice, une inspectrice de la Crim. Alice a un tempérament fort et droite dans ses chaussures. Souvent elle pense que si elle n’avait pas participé à une des enquêtes ésotériques d’Antoine, elle l’aurait prise pour un fou. Divorcée et mère de 2 enfants, elle est en conflit ouvert avec son ex-compagnon. Antoine et Alice ont faillent avoir un nouveau bébé mais Alice l’a perdu.

## Personnages récurrents
- Le « frère Obèse » : le commissaire Haudecourt[8] est un franc-maçon influent mais d'une obédience différente de celle d'Antoine Marcas ; il est très fréquent qu'il lui vienne en aide, moyennant cependant une contrepartie ou un service qu'il pourra demander en retour à Antoine malgré les scrupules de ce dernier...

« Au ministère de l'Intérieur, on surnommait ainsi ce commissaire en détachement permanent auprès du cabinet du ministre, maçon à l'embonpoint remarqué et dont les talents de go-between étaient devenus quasi légendaires. On le voyait ainsi surgir comme par enchantement et proposer ses bons offices. Membre d'une obédience traditionaliste reconnue pour son entregent, redouté autant que courtisé, le frère Obèse ne prenait pas son téléphone pour rien. »
Depuis le tome Conspiration, le frère Obèse a perdu du poids à la suite d'ennuis de santé.

### Romans
1. Le Rituel de l'ombre, 2005
2. Conjuration Casanova, 2006
3. Le Frère de sang, 2007
4. La Croix des assassins, 2008
5. Apocalypse, 2009
6. In nomine, 2010. Ce roman constitue une préquelle à la série, c'est la première enquête d'Antoine Marcas et elle se déroule sept ans avant le premier roman publié : Le Rituel de l'ombre.
7. Lux Tenebrae, 2010
8. Le Septième Templier, 2011
9. Le Temple noir, 2012
10. Le Règne des Illuminati, 2014
11. L'Empire du Graal, 2016
12. Conspiration, 2017
13. Marcas, 2021
14. Le Royaume perdu, 2022
15. La Clef et la Croix, 2024

### Bandes dessinées
La série Marcas, maître franc-maçon, dessinée par Gabriele Parma pour Le Rituel de l'ombre et par Eric Albert pour Le Frère de sang, reprend la trame des romans scénarisés par Éric Giacometti et Jacques Ravenne.
1. Le Rituel de l'ombre 1er et 2e partie[10], Delcourt, 2012,  2013
2. Le Frère de sang 1er,2e et 3e partie, Delcourt,2013, 2015, 2016

## Ventes
Les auteurs ont vu s'écouler plus d'un million d'exemplaires de ces enquêtes traduites en 18 langues[réf. nécessaire].
Régulièrement classée parmi les meilleures ventes estivales, la série s'exporte : les droits de ces ouvrages ont déjà été vendus dans treize pays et connaissent notamment un grand succès en Allemagne et en Italie[réf. nécessaire].
Une adaptation a également été envisagée un temps au cinéma.